# Universidade Carolina
A Universidade Carolina de Praga (em tcheco, Univerzita Karlova v Praze; em latim, Universitas Carolina Pragensis; em alemão, Karls-Universität zu Prag), fundada em 1348 pelo imperador romano-germânico Carlos IV, é a mais antiga universidade da Europa Central e a maior da República Tcheca, tendo sido estabelecida na capital do país, Praga.

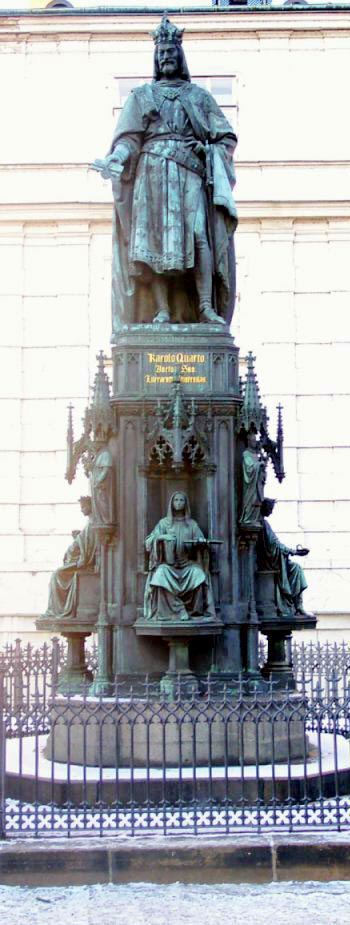
Monumento erigido ao protetor da Universidade, Imperador Carlos IV

## Faculdades
A Universidade conta hoje com 17 Faculdades:
- Faculdade de Teologia Católica
- Faculdade de Teologia Protestante
- Faculdade de Teologia Hussita
- Faculdade de Direito
- 3 Faculdades de Medicina na cidade de Praga
- Faculdade de Medicina em Plzeň
- Faculdade de Medicina em Hradec Králové
- Faculdade de Farmácia em Hradec Králové
- Faculdade de Artes e Filosofia
- Faculdade de Ciências
- Faculdade de Matemática e Física
- Faculdade de Educação
- Faculdade de Ciências Sociais
- Faculdade de Educação Física e Esporte
- Faculdade de Humanidades

## Personalidades
Algumas personalidades famosas frequentaram os bancos acadêmicos da universidade de Praga, dentre elas:
- Bernard Bolzano (1781–1848), matemático e filósofo.
- Jan Hus (1369–1415), pensador religioso e reformador.
- Milan Kundera, escritor.
- Rainer Maria Rilke, escritor e poeta.
- Jan Patočka, filósofo.
- Albert Einstein, físico teórico.
- Ernst Mach, físico teórico.
- Gerhard Gentzen, matemático e estudioso da lógica.
- David Flusser, professor de teologia judaica.
- Vilém Flusser, filósofo.
- Jaroslav Nešetřil, matemático.
- Karel Kosik, filósofo.

## História

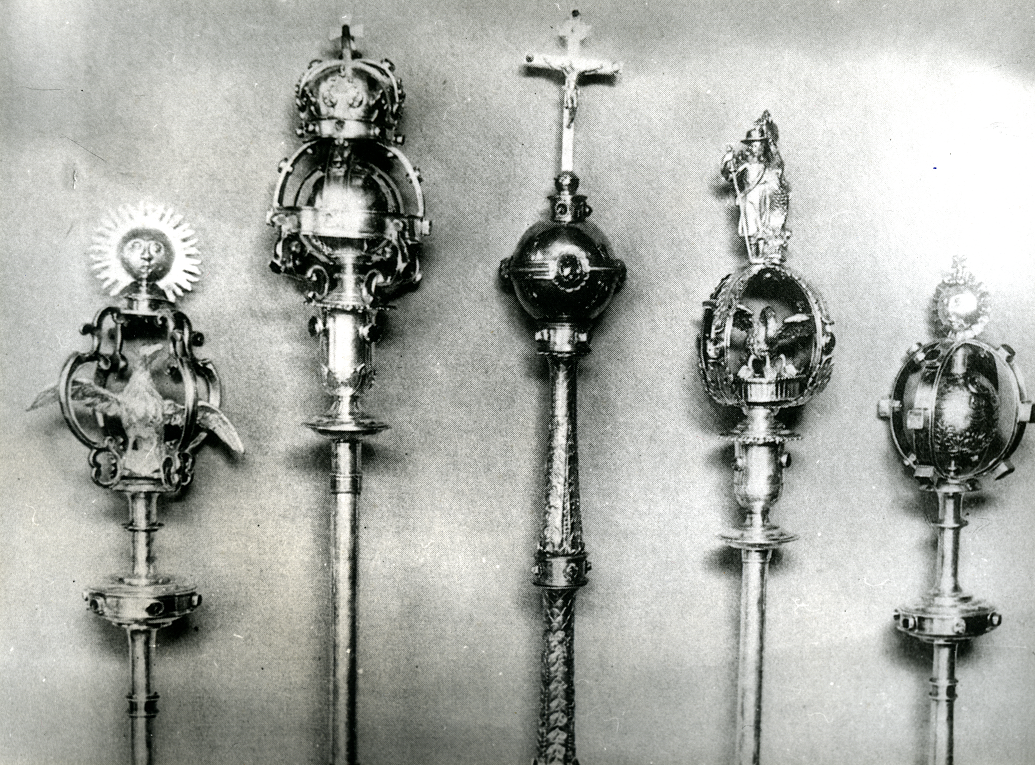
Detalhe da insígnia roubada da Universidade Carolina. A partir da esquerda: Ceptro da Faculdade de Teologia, da Faculdade de Direito, do Ceptro do Reitor, do Ceptro da Faculdade de Medicina e da Faculdade de Filosofia.

Em 1945 a insígnia da universidade (a cadeia do reitor, os ceptros das faculdades individuais, o selo da universidade e também os documentos fundadores e outros documentos históricos) foram roubados pelos nazis. Nenhum destes objectos históricos foi encontrado até aos dias de hoje.